# Hurra Torpedo
Hurra Torpedo – norweski zespół muzyczny, który wykonuje piosenki używając sprzętów kuchennych. Jego początki sięgają wczesnych lat 90. Jest częścią kolektywu artystycznego Duplex Records, a wszyscy członkowie grają w innych norweskich zespołach.
Grupa zdobyła międzynarodową popularność, gdy na początku 2005 r. w Internecie rozprzestrzenił się klip utworu „Total Eclipse of the Heart” (autorstwa Bonnie Tyler) w ich niecodziennym wykonaniu. Nagranie pochodzi z norweskiego programu komediowego „Lille Lørdag” („Mała Sobota”) nadawanego we środy – „małą sobotę” w norweskim tygodniu.
W klipie grupa otoczona jest sprzętami kuchennymi – lider zespołu Egil Hegerberg gra na gitarze i śpiewa, czasem nieco fałszując, z wyraźnym norweskim akcentem. Kristopher Schau wykonuje partię perkusji, uderzając rurką kuchenkę oraz trzaskając drzwiami zamrażalnika, podczas gdy Aslag Guttormsgaard dodaje wokal wspierający i w kulminacyjnym punkcie piosenki wali dużym kawałkiem metalu w kuchenkę elektryczną.
Na przełomie października i listopada 2005 r. Hurra Torpedo stali się częścią kampanii wirusowej prowadzonej od jednego do drugiego wybrzeża USA, a która została opłacona przez Forda, by promować Forda Fusion.
Zespół zagrał podczas kilku imprez muzycznych w Norwegii w pierwszej połowie 2006 r. oraz na Garorock Festival we francuskim Marmande. Odbył także trzytygodniowe tournée po Stanach Zjednoczonych (ta trasa nie miała żadnego związku z kampanią Forda).

## Członkowie
- Egil Hegerberg – gitara basowa, gitara, śpiew
- Kristopher Schau – perkusja, wokal wspierający
- Aslag Guttormsgaard – perkusja, gitara, śpiew

## Dyskografia
- To håndfaste burgere – kaseta (Duplex Records 1992)
- Stockholm – winyl 7” (Duplex Records 1995)
- Total Eclipse of the Heart (EP) – CD (Duplex Records 2005)
- Kollossus of Makedonia – CD (Duplex Records 2006)